# Hieronyma macrocarpa

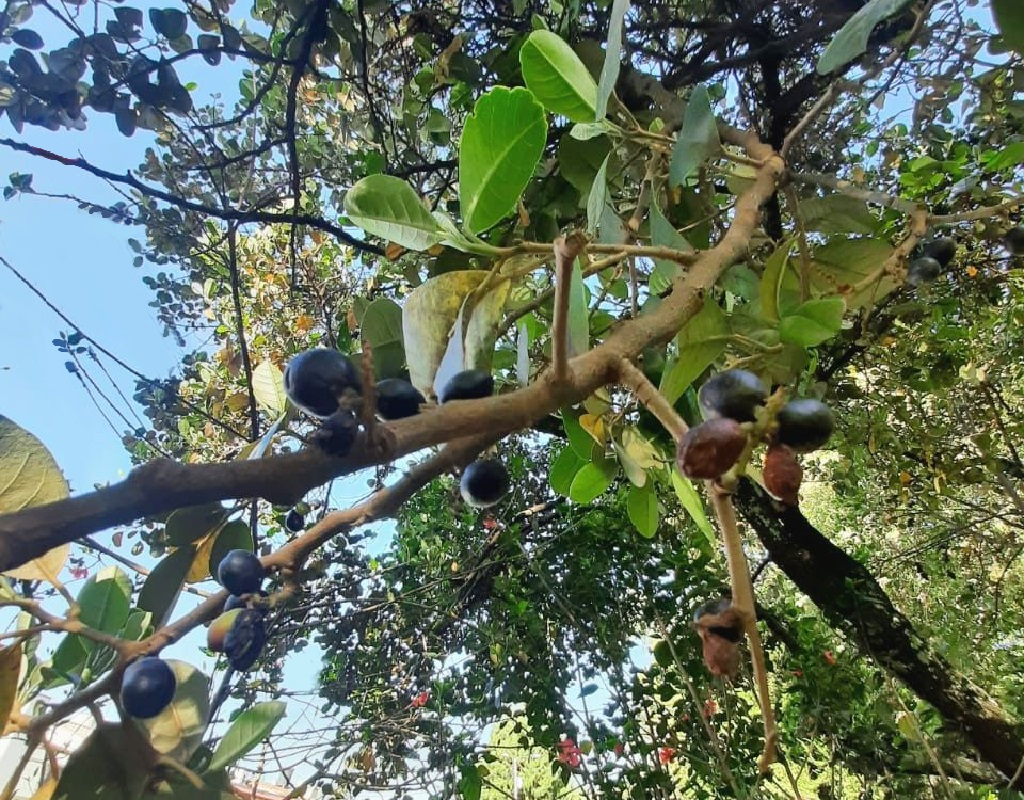
Frutos en detalle.

Hieronyma macrocarpa llamada comúnmente motilón, uva de árbol o candelo, es una especie de planta de la familia Phyllanthaceae, que se separó recientemente de las Euphorbiaceae. Se encuentra en Colombia y Ecuador.

## Descripción
Hieronyma macrocarpa es un árbol leñoso de lento crecimiento, puede alcanzar una altura de 15 a 30 metros en su estado de madurez y tiene una vida promedio de 500 años,[cita requerida] su tronco alcanza de 30 cm a 1,5  metros de diámetro en su base, es cilíndrico y de corteza rugosa de color pardo grisáceo en el exterior y un rosa pálido en el interior.
Las hojas son coriáceas, simples, alternas, con estipula axial y elípticas, densamente lepidotadas de 4 a 9 cm de largo y 2,5 a 4 cm de ancho, pecíolos de unos 2 cm de longitud. Haz verde oliva con nervios marcados, envés con indumento más grueso y nervios notorios.
Flores de color verde amarillento a amarillo tostado, son pequeñas y poco llamativas agrupadas en
inflorescencias paniculadas axiales.
El fruto es ovalado y piriforme de unos 2,5 cm de largo contiene una sola semilla de color marrón oscuro, tiene un color verde mientras se desarrolla, a medida que madura va tomando un color morado oscuro, su sabor es dulce o agridulce según la variedad de especímenes.
El motilón posee un alto contenido de antocianinas, sustancias antioxidantes que contribuyen a prevenir el cáncer de vías digestivas y al rejuvenecimiento de la piel. Está demostrado que cada 100 gramos de motilón contienen 240 miligramos de antocianinas, valor diez veces mayor que el de las otras frutas estudiadas, entre ellas la mora de Castilla, que contiene 18 miligramos por cada 100 gramos de fruta

## Usos
Aparte de la recolección de sus nutritivos frutos que también son consumidos por las aves como el picogrueso dorsinegro, el toche, el zorzal negro y el zorzal azulado, es valorado por su madera de buena dureza, durabilidad y color rojizo, lo que la hace preferida para fabricar muebles y enseres, así como la producción de carbón de leña, sus hojas sirven de alimento para el ganado bovino. Debido a la falta de regulación en su tala, se encuentra amenazado en estado en su espacio natural. Se han hecho algunas investigaciones de carácter silvícola y forestal en Pasto, al suroccidente de Colombia, en cuanto a diferentes métodos y condiciones de germinación. Se lo puede encontrar como parte del arbolado urbano en ciudades de clima templado como Bogotá.

## Sinonimia
Hieronyma colombiana